# Шлатт (Цюрих)
Шлатт (нім. Schlatt ZH) — громада в Швейцарії в кантоні Цюрих, округ Вінтертур.

## Географія
Громада розташована на відстані близько 120 км на північний схід від Берна, 24 км на північний схід від Цюриха.
Шлатт має площу 9 км², з яких на 6,5 % дозволяється будівництво (житлове та будівництво доріг), 46,6 % використовуються в сільськогосподарських цілях, 45,6 % зайнято лісами, 1,3 % не є продуктивними (річки, льодовики або гори).

## Демографія
2019 року в громаді мешкало 789 осіб (+7,5 % порівняно з 2010 роком), іноземців було 8 %. Густота населення становила 88 осіб/км².
За віковим діапазоном населення розподілялося таким чином: 27,1 % — особи молодші 20 років, 56,5 % — особи у віці 20—64 років, 16,3 % — особи у віці 65 років та старші. Було 306 помешкань (у середньому 2,6 особи в помешканні).
Із загальної кількості 153 працюючих 42 було зайнятих в первинному секторі, 37 — в обробній промисловості, 74 — в галузі послуг.